# ちっぷいんBogey
ちっぷいんBogey（ちっぷいんボギー）は、北海道放送の深夜枠で放送されているゴルフバラエティ番組である。

## 概要
出演者はかみむらしんや、ふれさわひろみつ。企画及び制作はオフィスセブンであり、放送局のHBCは制作に関与していない。
2010年4月15日から同年12月29日までシーズン1が放送され、2011年6月8日よりシーズン2が放送されている。放送時間は水曜日深夜（木曜日未明）の1時56分〜2時26分。シーズン1開始当初は木曜日の同時間帯だったが、4ヵ月後に現在の時間帯へ移動した。シーズン3以降は1シーズンを4月から翌年の3月までとし、7年目まではシーズン○（○には年数）表記だったが、8年目のシーズンとなった2017年は極「きわめ」、9年目の2018年は破「は」とシーズン○の表記ではなく漢字1文字の表記へ変わり、10年目となった2019年は「ゴルフ天狗～ちっぷいんBogey伝説～」となりちっぷいんBogeyがサブタイトルとなった。そして、11年目となった2020年以降はタイトル変更が行われず、「ゴルフ天狗～ちっぷいんBogey伝説～」として継続している。
番組当初はレッスンコーナーがあり、レッスンで成果があがれば番組レギュラーになることができコースデビューも果たせた。

## ルール
シーズン7まではエンジョイゴルフ方式のみだったが、極から主に視聴者とのマッチプレー対決に変更。ただしエンジョイゴルフ方式は不定期で行われている。
ゴルフ天狗からは、ルールが「大天狗様からのお告げ」となり、大天狗様（かみむら）が決めたルールに基づいてプレーを行う形に変更。基本的には対決はしない形をとっている。

### 主なルール
エンジョイゴルフ
9または18ホールを回る。スコアは付けるが、勝敗は一切付けない。
マッチプレー対決
かみむら・ふれさわの出演者チーム対ゲスト2名のゲストチームによる9または18ホールのマッチプレー対決。出演者チームが勝利するとゲストチームから何らかの視聴者プレゼントがもらえ、逆にゲストチームが勝利すると番組内で何でも宣伝できる権利が与えられる。
挑戦企画
18ホールを回るなかで与えられたお題をクリアする企画。成功すれば今回プレーしたゴルフ場から視聴者へプレゼントが送られるが、失敗するとそのプレゼントを出演者が自腹で買い取ってプレゼントする。

### 特別ホール
パー3のホールで行われる。各週ごとにスポンサーが変わり、ルールをクリアすると出演者全員または視聴者にスポンサーからプレゼントが与えられる。対決ではあるが全員で協力しないといけないホールとなっている。

#### 現在開催している特別ホール
ガス安君ホール
全員パーもしくは4人で12打（3人の場合は9打）をクリアするとスポンサーから出演者全員と視聴者におぼろづき30㎏をプレゼント。またホールインワンが出るとスポンサーから視聴者にガス燈発祥の地とされるイギリス・マンチェスターへの旅ペアご招待券がプレゼントされる。
LCホール
全員パーもしくはもしくは4人で12打（3人の場合は9打）をクリアするとスポンサーから出演者全員と視聴者にLC五稜郭ホテルのペア宿泊券をプレゼント、またホールインワンが出るとスポンサーから視聴者に函館ツアー（ホテル代、飲食代等全てLC五稜郭ホテルが負担）プレゼントされる。
シーズン7までは全員パーもしくは4人で12打（3人で9打）がルールのみであったが、極開始時に一度休止となり3か月後の7月より復活。その際にLCグループから商品が全く出ないためボギーにしろとルールを変更を提案されたため、全員ボギーもしくは4人で16打（3人で12打）のルールに変更、さらに次の開催分からは全員パーもしくは4人で12打（3人で9打）のルールも復活（下記参照）。その後商品の変更があり、その際パー条件のみに再変更された。
ノースジャンボホール
全員パーもしくは4人で12打（3人の場合は9打）をクリアするとスポンサーから出演者全員と視聴者にノースジャンボゴルフ倶楽部の練習ボール1000球無料券をプレゼント。またホールインワンが出るとスポンサーから視聴者にノースジャンボゴルフ倶楽部及びノースジャンボバッティングスタジアムの1年間無料券がプレゼントされる。
なお、全ルールにおいてホールインワンは一度も達成者は出ていない。

#### 過去に開催していた特別ホール
南風美ららホール
全員ボギーまで（4人であれば16打、3人なら12打）でホールアウトするとクリアとなり、ゲストと視聴者にお食事券をプレゼント。またホールインワンが出るとスポンサーから視聴者に沖縄旅行がプレゼントされる。
2017年9月より提供開始、2018年4月以降インフォメーションから外れたため特別ホールが終了した。
谷口板金ホール
全員パーもしくは4人で12打（3人の場合は9打）をクリアすると、松尾ジンギスカンのお食事券を出演者全員と視聴者にプレゼント。またホールインワンが出ると谷口板金工業で屋根・壁を無料でリフォームする権利を視聴者にプレゼントされる。
LCホール
全員パーもしくはもしくは4人で12打（3人の場合は9打）をクリアするとスポンサーから出演者全員に韓国・ソウル3泊4日の旅をプレゼント、またホールインワンが出るとスポンサーから視聴者にオーストラリア・シドニー5日間の旅がプレゼントされる。
さらに、全員ボギーもしくは4人で16打（3人の場合は12打）をクリアするとスポンサーであるLCグループのビルに出店しているテナントから出演者全員と視聴者にプレゼントが出る。クリアできなかった場合は出演者の分が全て視聴者プレゼントとなる。

## サブコーナー
ひまわりレッスン
シーズン1は「破」から「ゴルフ天狗」の時代に行われ、プロが視聴者に対してゴルフに対する考え方、技術、基本的なことから応用編まで様々な角度からワンポイントアドバイスをする企画。撮影は主に番組インフォメーションでも提供しているBROOKS GOLF GARDENと帯広市のアップアイランドゴルフクラブで行われている。
シーズン2は「ゴルフ天狗」の時代に行われ、当初は佐々木卓哉プロがゴルフ初心者の喜多よしかをコースデビューさせる育成する企画だったが、途中でかみむらが喜多は佐々木プロの意見も聞かずゴルフをなめていて、コースデビューが想像つかないということで競争心を煽るべく、喜多の事務所の後輩でもある富士元花菜・川尻彩香を新入生として迎え、最終的には3人でコースに出て対決をし、優勝した人が番組スポンサーの二木ゴルフからクラブの貸し出しとシューズ・ウェアのプレゼントと番組アシスタント就任というバトルロワイアル企画に変更した。結果この対決は、川尻が優勝。川尻に二木ゴルフからクラブの貸し出しとシューズ・ウェアがプレゼントされたが、喜多・富士元もそれなりに頑張っており、これで2人がゴルフを辞めるのはもったいないというかみむらの判断により番組アシスタントは3人で交代で務めることとなった。

## 出演者

### レギュラー
- かみむらしんや - オフィスセブン代表、所属タレント
- ふれさわひろみつ - オフィスセブン所属タレント

### 不定期レギュラー
- 池谷幸雄[注 3] - タレント、体操選手（ソウル五輪団体・個人床銅メダル、バルセロナ五輪団体銅メダル、個人床銀メダル）
- 池谷直樹[注 4] - タレント
- 勝山尚樹 - オフィスセブン所属、日本ゴルフ協会A級ティーチングプロ

### 過去の出演者
- 咲良夢美 - レッスンコーナー1期生として平成22年4月15日放送より同年7月1日放送まで出演
- 小野寺結 - レッスンコーナー1期生として平成22年4月15日放送より同年7月1日放送まで出演
- 椎名千尋 - レッスンコーナー1期生として平成22年4月15日放送より同年7月1日放送まで出演
- 田中鈴音 - オフィスセブン所属（現芸名：鈴音）
- 澤村英樹 - プロゴルファー（レッスン生の指導コーナーに出演）
- 早川弘樹 - 日本ゴルフ協会C級ティーチングプロ、アップアイランドゴルフクラブ所属（ひまわりレッスンシーズン1に出演）
- 山田雄二 - プロゴルファー（ひまわりレッスンシーズン1に出演）
- 喜多よしか - 当時A-Light所属モデル（アシスタント、ひまわりレッスンに出演）
- 富士元花菜 - 当時A-Light所属モデル（アシスタント、ひまわりレッスンに出演）
- 川尻彩香 - 当時A-Light所属モデル、元バレーボール選手（仙台ベルフィーユ所属）（アシスタント、ひまわりレッスンに出演）
- 佐々木卓哉 - 日本ゴルフ協会B級ティーチングプロ、BROOKS GOLF GARDEN所属（ひまわりレッスンシーズン2に出演）

## 収録ゴルフコース
極以降使われているゴルフ場
- 樽前カントリークラブ
- 北海道ゴルフクラブ
- 苫小牧ゴルフリゾート72 エミナゴルフクラブ
- ちとせインターゴルフクラブ
- マオイゴルフリゾート
- 真駒内カントリークラブ
- ザ・ノースカントリーゴルフクラブ
- 茨戸カントリークラブ
- 札幌テイネゴルフ倶楽部
- 滝のカントリークラブ

シーズン7以前に使われていたゴルフ場
- ニドムクラシックゴルフコース
- 札幌エルムカントリークラブ
- 札幌ベイゴルフ倶楽部
- 札幌エルムカントリークラブミニコース
- シャトレーゼゴルフクラブ札幌
- 札幌北広島ゴルフ倶楽部

## スタッフ
- 制作 - 中村紀行・福田悠祐・大竹修平
- ナレーション - Luna（オフィスセブン所属）
- ヘアーメイク - TATSUYA（tity）
- 制作著作 - OFFICE SEVEN
- レギュラー提供
  - 番組提供
    - 谷口板金工業所[1][注 5]
    - 残間金属工業[2]
    - 二木ゴルフ[注 6]
    - LC GROUP[3][注 7]

- - インフォメーション
    - ガス安君CNカード[4][注 7]
    - カムイ光[5]
    - はんこ広場 大曲店[6]
    - GAREGE NAZDS[7]
    - 不動産のよこやまえり[8][注 8]

- - 用具提供
    - ピンゴルフジャパン株式会社[9]
    - ミズノ株式会社
    - アクシネットジャパンインク（フットジョイ）[10]
    - アディダスジャパン株式会社
    - 朝日ゴルフ株式会社[11]
    - 株式会社ひさいスポーツ[12]
    - Fujikura[13]
    - GRAPHITE DESIGN INC[14]
    - オバラメガネ苫小牧日新店[15]（かみむらのメガネを提供）

- - ウェアスポンサー
    - 有限会社不動産のよこやまえり[8]（ふれさわサンバイザー[注 9]）
    - ガス安君[4]（かみむらウェア左胸）
    - BROOKS GOLF GARDEN[16]（かみむらウェア右胸、ふれさわウェア左胸）
    - イーグルグループ（かみむら・ふれさわウェア左袖）
    - パチンコひまわり[17]（かみむら・ふれさわウェア右袖）

  - 過去の提供
    - 72ゴルフアカデミー[18]（インフォメーション）
    - 大坂整骨院 札幌院[19]（インフォメーション）
    - レディースクリニックぬまのはた／とまこまいレディースクリニック
    - LAKU～DA[20]（インフォメーション）
    - 南風美らら[21]（インフォメーション及びゴルフ対決のスポットスポンサー）
    - Lotta beauty[22]（インフォメーション）
    - 株式会社ニューバランスジャパン（用具提供。極でシューズを提供。）
    - ヨネックス株式会社（用具提供。極でかみむらのパターを提供。）
    - ヤマハ株式会社（用具提供。破でかみむらのクラブを提供）
    - 株式会社ノースプランニング[23]（かみむらウェア左袖）
    - 蝦夷工業株式会社（えぞこうぎょう）[24]（ふれさわウェア胸）
    - King Soft（ふれさわサンバイザー）
    - スープカリーデリバリー専門店元祖札幌ドミニカ北店[25]（インフォメーション）
    - Dream Rentacar[26]（インフォメーション）
    - イーグルグループ（番組提供）
    - パチンコひまわり[17]（番組提供）
    - BROOKS GOLF GARDEN[16]（インフォメーション）
    - キャロウェイゴルフ株式会社（用具提供）